# Argja Bóltfelag
L'AB Argir (Argja Bóltfelag) è una società calcistica di Argir, Fær Øer; i suoi colori sociali sono il porpora e il bianco. Nella stagione 2025 milita in 1. deild, la seconda divisione del campionato delle Fær Øer.

## Storia
L’Argja Bóltfelag è stato fondato il 15 agosto 1973 dal residente danese Johnny Nyby ed altri appassionati di calcio ad Argir. Nella primavera del 1974 venne eletto il primo consiglio di amministrazione, composto da Johnny Nyby (presidente), Fróði Olsen (co-presidente), Sonja á Argjaboða (tesoriere) e Kristian Arge (segretario). Altri membri erano Erling Olsen, Sæmundur Mortenen e Jens Hansen. Lo stesso anno partirono le competizioni regolari, con l’iscrizione della squadra in 4.deild, livello più basso della piramide calcistica faroese.
Nei primi anni la squadra non ebbe strutture di allenamento di alta qualità, ed affittò il terreno di una scuola come campo di gioco. Ottenne poi un piccolo campo per allenarsi, tuttavia questo era di ridotte dimensioni, ovvero 20x40 m. All’epoca non vi era uno stadio ad Argir, e la squadra giocava quindi in affitto al Gundadalur, di proprietà dell’Havnar Bóltfelag e del B36 Tórshavn. Giocare lì le proprie partite ha aiutato la squadra a sopravvivere.
Nel 1983 venne costruito un campo di gioco ad Argir, insieme a nuove e migliori strutture di allenamento per la squadra. Il nuovo campo aiutò notevolmente la squadra, portando alla costruzione anche di un edificio a due pieni accanto allo stesso, utilizzato dalla società e da una scuola come spazio didattico.
Nel 1998 il terreno di gioco venne sostituito con erba sintetica, come la maggior parte dei campi nell’arcipelago, e nel 2004 la società era cresciuta a tal punto da utilizzare entrambi i piani dell’edificio, rinominato AB-Húsið (casa dell’AB).
Nel 2000, Tórálvur Stenberg divenne il presidente dell’Argja Bóltfelag, portando la squadra dalla terza divisione faroese alla Formuladeildin, il massimo campionato nazionale. Purtroppo non riuscì a vedere la propria squadra giocarvici, a causa della sua morte per cancro nell’autunno del 2006. Due dei suoi figli, Jónas ed Heðin Stenberg, sono stati giocatori della squadra.
La prima stagione nella massima serie non fu un grande successo, non riuscendo ad ottenere la salvezza e finendo il campionato al 9º posto. Ebbe quindi inizio un periodo altalenante a cavallo tra Formuladeildin e 1.deild. Il miglior risultato per la squadra è un 6º posto nella massima serie con 34 punti, ottenuto nel 2009, anno in cui arrivò anche la prima semifinale nella coppa nazionale, risultato ripetuto nel 2018. Nella stagione 2020 raggiunge il nono posto il classifica, che porta la squadra ad uno spareggio contro il B68, giunto quarto in 1. deild. La vittoria di quest'ultimo dopo i tempi supplementari costringe l'AB ad una nuova retrocessione dopo soli tre anni di permanenza nella massima serie.

## Rosa attuale
Aggiornata al 1º novembre 2017.
| N. |                    | Ruolo | Calciatore          |
| -- | ------------------ | ----- | ------------------- |
| 2  | Fær Øer (bandiera) | D     | Sverri Petersen     |
| 3  | Fær Øer (bandiera) | D     | Teitur Jóannesarson |
| 4  | Fær Øer (bandiera) | D     | Brandur Jakupsson   |
| 5  | Fær Øer (bandiera) | C     | Dànjal Hansen       |
| 8  | Fær Øer (bandiera) | D     | Bjarki Zachariasen  |
| 9  | Fær Øer (bandiera) | A     | Roi Vilhelm         |
| 10 | Fær Øer (bandiera) | D     | Bjarni Skála        |
| 11 | Fær Øer (bandiera) | A     | Teitur Olsen        |
| 13 | Fær Øer (bandiera) | D     | Jónas Stenberg      |

| N. |                    | Ruolo | Calciatore          |
| -- | ------------------ | ----- | ------------------- |
| 14 | Fær Øer (bandiera) | C     | Mikkjal Hentze      |
| 15 | Fær Øer (bandiera) | D     | Neli Heldarskarð    |
| 16 | Fær Øer (bandiera) | P     | Heðin Stenberg      |
| 17 | Fær Øer (bandiera) | D     | Petur Mikkelsen     |
| 18 | Fær Øer (bandiera) | D     | Martin Midjord      |
| 19 | Fær Øer (bandiera) | D     | Sørin Samuelsen     |
| 20 | Fær Øer (bandiera) | A     | Karstin Højgaard    |
| 21 | Fær Øer (bandiera) | A     | Rasmus Dan Sørensen |
| 22 | Fær Øer (bandiera) | A     | Bjarki Nielsen      |
|    | Fær Øer (bandiera) | P     | Rúni Højgaard       |
|    | Serbia (bandiera)  | D     | Dmitrije Jankovic   |
|    | Fær Øer (bandiera) | C     | Dánjal Jákup Hansen |
|    | Fær Øer (bandiera) | C     | Kári Hvannastein    |

## Allenatori
- Jóannes Jakobsen (2005)
- Allan Mørkøre (2008–10)
- Sámal Erik Hentze (1º agosto 2010 – 31 dicembre 2013)
- Bill McLeod Jacobsen (1º gennaio 2014 – 16 aprile 2014)
- Oddbjörn Joensen (17 aprile 2014 – ?)
- Trygvi Mortensen (? – ?)
- Kári Reynheim (? – )
- Sorin Anghel (1 gennaio 2018 – 14 marzo 2020)
- Símun Samuelsen (26 marzo 2020 – 31 dicembre 2020)
- Dimitrije Jankovic (01 gennaio 2021 – )

## Palmarès

### Competizioni nazionali
- 1. deild: 1

2017
- 2. deild: 1

2002